# Nocturama
Nocturama ist ein französisch-belgisch-deutsches Thriller-Drama von Bertrand Bonello aus dem Jahr 2016. Er kam am 18. Mai 2017 in die deutschen Kinos.

## Handlung
Der Film folgt einer Handvoll junger Menschen aus unterschiedlichen sozialen Schichten, welche sich zu zweit oder allein durch Paris bewegen, zu Fuß oder in der Metro. Sie schmeißen Mobiltelefone in den Abfall, buchen Hotelzimmer und holen Pakete ab; sie scheinen einem koordinierten Plan zu folgen. Bald darauf explodieren offensichtlich von ihnen gelegte Sprengsätze in einem Flügel des Innenministeriums, in den Räumlichkeiten eines Bankhochauses in La Défense und in mehreren geparkten Autos beim Palais Brongniart, der Mehrländerbörse in Paris. Sie erschießen den Präsidenten der HSBC Europe und setzen die Statue der Freiheitsheldin Jeanne d’Arc an der Place des Pyramides in Brand.
Schnell steuern die Jugendlichen ihren abgemachten Treffpunkt an, ein Luxuskaufhaus mitten im Stadtzentrum kurz vor Ladenschluss, und wollen sich mit ihrem Komplizen beim Sicherheitspersonal darin verstecken, bis die Luft rein ist. Sie verbringen mehrere Stunden in dem Konsumpalast, feiern, spielen, vergehen sich für ihr Vergnügen an den Waren und machen emotionale Hochs und Tiefs durch. Schließlich wird das Kaufhaus von einem Sondereinsatzkommando der Polizei gestürmt, dabei wird die ganze Gruppe erschossen.